# Fritz Förderer
Friedrich „Fritz“ Förderer (* 5. Januar 1888 in Karlsruhe; † 20. Dezember 1952 in Weimar), auch „Frieder“ genannt, war ein deutscher Fußballspieler.

## Karriere

### Vereine
Förderer begann beim FC Germania Durlach mit dem Fußballspielen und wechselte zur Saison 1905/06 zum Karlsruher FV. In den vom Verband Süddeutscher Fußball-Vereine, ab 1914 – mit erfolgter Namensänderung – in den vom Süddeutschen Fußball-Verband ausgetragenen Meisterschaften bestritt er im Gau Mittelbaden, ab der Saison 1908/09 im leistungsdichteren und nicht in Gaue unterteilten Südkreis, Punktspiele.
Während seiner Vereinszugehörigkeit gewann er mit seiner Mannschaft acht regionale Meisterschaften und einmal die Deutsche Meisterschaft. An der Endrunde dieser nahm er als Süddeutscher Meister von 1910 teil, bestritt alle drei Endrundenspiele einschließlich des am 15. Mai 1910 in Köln gegen Holstein Kiel mit 1:0 n. V. gewonnenen Finales. Mit seiner Schusskraft, seiner Dribbelkunst und seiner Explosivität ragte er aus der Meisterelf heraus.
In der Folgesaison war er mit seiner Mannschaft ebenfalls in der Endrunde um die Deutsche Meisterschaft vertreten, unterlag im Halbfinale in Frankfurt am Main jedoch dem VfB Leipzig mit 0:2. Mit 0:1 ging das Finale vom 26. Mai 1912 in Hamburg gegen den Finalisten von 1910 verloren.
Nach dem Ende des Ersten Weltkriegs verschlug es ihn beruflich als Sportlehrer nach Halle an der Saale und setzte seine aktive Karriere beim dort beheimateten VfL Halle 1896 fort. Seit 3. Januar 1917 war er Mitglied des bis 1919 noch unter dem Namen Hallescher FC von 1896 geführten Vereins. Nach Halle war er zunächst jedoch gekommen, um eine der 14 Fliegerersatzabteilungen (FEA) – und zwar die in Mötzlich, einem heutigen Stadtteil im Bezirk Nord der Stadt Halle (Saale) –, zu verstärken.

### Auswahl-/Nationalmannschaft
Als 20-Jähriger gehörte er zu jenen elf Spielern, die das erste offizielle Länderspiel einer deutschen Nationalmannschaft am 5. April 1908 in Basel gegen die Schweizer Nationalmannschaft ausgetragen hatten. Bei der 3:5-Niederlage erzielte er mit dem Anschlusstreffer zum 2:3 in der 52. Minute sogleich sein erstes Tor. Sein zweites Spiel als Nationalspieler bestritt er am 20. April 1908 in Berlin; bei der 1:5-Niederlage gegen eine englische Amateurnationalmannschaft erzielte er mit dem Treffer zum zwischenzeitlichen Ausgleich in der 20. Minute per Strafstoß, dem ersten in der DFB-Historie, das Ehrentor.
Als Mitglied des „Karlsruher-Sturmes“ – Oberle und Wegele vom Karlsruher FC Phönix auf den Flügeln, er, Hirsch und Fuchs vom KFV als Innensturm – ging er in die Historie der Nationalmannschaft im Spiel gegen die Nationalmannschaft der Niederlande am 24. März 1912 in Zwolle ein.

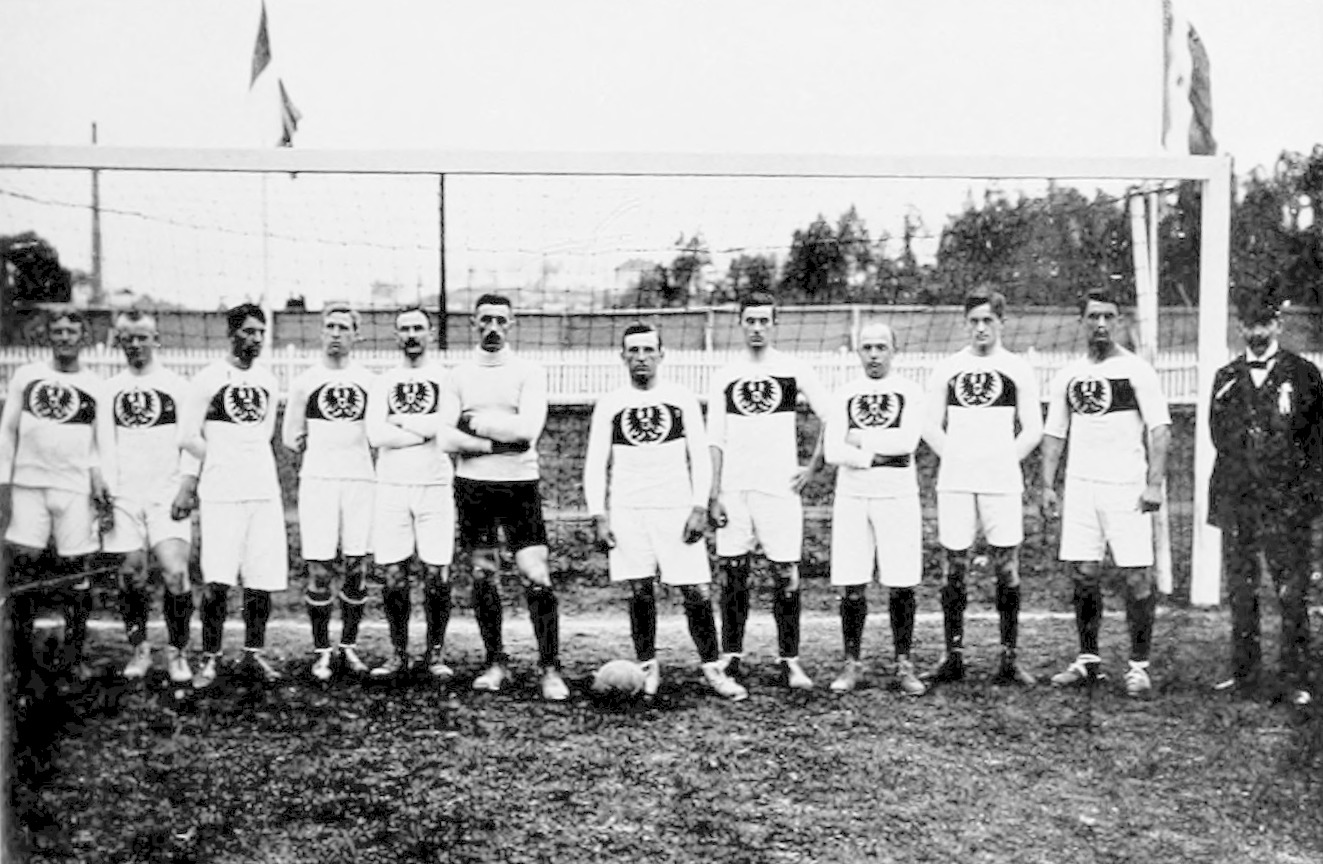
Fritz Förderer (rechts)
mit der Nationalmannschaft am 1. Juli 1912

Im olympischen Fußballturnier 1912 in Stockholm war er in den Spielen gegen die Nationalmannschaft Russlands und Ungarns fünffacher Torschütze – allein vier Tore gelangen ihm gegen die erstgenannte Nationalmannschaft. Mit der 1:4-Niederlage am 26. Oktober 1913 in Hamburg gegen die Nationalmannschaft Dänemarks verabschiedete er sich nach elf Länderspielen und zehn Toren aus der Nationalmannschaft. Dazu beigetragen hat auch ein schwerer Schienbeinbruch während eines Spieles um den Kronprinzenpokal im Spätjahr 1913 im Nürnberger „Zabo“, der ihn in seiner Vereinskarriere zurückwarf.
Den Wettbewerb um den Kronprinzenpokal, an dem er als Spieler der Auswahlmannschaft des Süddeutschen Fußball-Verbandes teilnahm, gewann er 1910 und 1912, zuletzt 1921 mit der Auswahlmannschaft des Verbandes Mitteldeutscher Ballspiel-Vereine.

## Erfolge
mit dem Karlsruher FV
- Deutscher Meister 1910
- Süddeutscher Meister 1910, 1911, 1912
- Südkreismeister 1910, 1911, 1912
- Meister Gau Mittelbaden 1907, 1908

mit dem VfL Halle 1896
- Mitteldeutscher Meister 1919
- Meister Gau Saale 1918, 1919

## Sonstiges
Förderer war am 20. April 1908 mit seinem zweiten Länderspieltor im zweiten Länderspiel des DFB Rekordtorschütze – nun gemeinsam mit Fritz Becker, der im ersten Länderspiel zwei Tore geschossen hatte. Am 3. April 1909 wurde er mit drei Toren von Eugen Kipp abgelöst, der den Rekord bis zum 5. Mai 1912 auf acht Tore ausbaute. Am 1. Juli 1912 konnte Förderer im torreichsten Länderspiel einer deutschen Fußballnationalmannschaft bis heute durch vier Tore zwar Kipps Rekord um ein Tor überbieten, da aber Gottfried Fuchs in diesem Spiel zehn Tore erzielte, wurde dieser Rekordtorschütze. Im Halbfinale der Trostrunde am 3. Juli 1912 gelang Förderer bei der 1:3-Niederlage gegen die Nationalmannschaft Ungarns sein zehntes und letztes Tor im Nationaltrikot.
Kirn/Natan notieren über Förderer: „Seine Tricks, seine Ballführung, seine Schüsse rechts wie links, waren Weltklasse. Einer der besten Halbstürmer Deutschlands. Oftmals durch die Meisterschaftsbeanspruchungen seines KFV für die Nationalmannschaft verhindert.“
Förderer trainierte 1939 die Fußballmannschaft der 3. SS-Totenkopfstandarte Buchenwald. Am 5. Januar 1942 beantragte er die Aufnahme in die NSDAP und wurde zum 1. April desselben Jahres aufgenommen (Mitgliedsnummer 9.075.695).
Fritz Förderer starb am 20. Dezember 1952 wenige Wochen vor seinem 65. Geburtstag in Weimar.

## Einzelnachweis/Anmerkung
1. ↑  Jürgen Hermann: Kleine Friesen - Großer HFC - Der Fußball, der aus den Franckschen Stiftungen zu Halle kam und was daraus geworden ist. 1. Auflage. Verrai-Verlag, Stuttgart 2016, ISBN 978-3-9818041-9-5, S. 256.
2. ↑  Bundesarchiv R 9361-IX/9181385
3. ↑  Werner Skrentny: Julius Hirsch. Nationalspieler. Ermordet. Göttingen 2012. S. 171
4. ↑  der 6. Dezember hat sich laut Standesamtseintrag in Weimar – siehe Diskussionsseite – nicht bestätigt

| Personendaten    | Personendaten                                              |
| ---------------- | ---------------------------------------------------------- |
| NAME             | Förderer, Fritz                                            |
| ALTERNATIVNAMEN  | Förderer, Friedrich (wirklicher Name); Frieder (Spitzname) |
| KURZBESCHREIBUNG | deutscher Fußballspieler                                   |
| GEBURTSDATUM     | 5. Januar 1888                                             |
| GEBURTSORT       | Karlsruhe, Deutsches Reich                                 |
| STERBEDATUM      | 20. Dezember 1952                                          |
| STERBEORT        | Weimar, DDR                                                |